# Kathleen Wilhoite
Kathleen Wilhoite (Santa Barbara (Californië), 29 juni 1964) is een Amerikaanse actrice, zangeres en songwriter.

## Biografie
Wilhoite heeft de high school doorlopen aan de Santa Barbara Jr. High in haar geboorteplaats Santa Barbara (Californië) samen met Anthony Edwards waar zij later mee samenwerkte in de televisieserie ER.
Wilhoite begon al vroeg met zingen, in haar eerste klas van de basisschool zong zij al in de kerk. Twee jaar later zong zij in een achtergrondkoor bij een concert van de The Carpenters. Zij heeft leren piano spelen en liedjes schrijven. Zij heeft als zangeres twee albums uitgebracht, in 1997 met de naam Pitch Like a Girl en in 2000 met de naam Shiva.
Wilhoite trouwde in 1997 waaruit zij twee kinderen heeft.

## Filmografie

### Films
Selectie:
- 2011 Seeking Justice – als moeder
- 2008 Winged Creatures – als Jenn
- 2007 King of California – als Kelly
- 2000 Pay It Forward – als Bonnie
- 2000 Nurse Betty – als Sue Ann Rogers
- 2000 Drowning Mona – als Lucinda
- 1997 The Edge – als Ginny
- 1992 Lorenzo's Oil – als Deidre Murphy
- 1989 Road House – als Carrie
- 1987 Angel Heart – als verpleegster
- 1986 The Morning After – als Red
- 1986 Murphy's Law – als Arabella McGee

### Televisieseries
Uitgezonderd eenmalige gastrollen.
- 2022 - 2023 CSI: Vegas - als dr. Diane Auerbach - 4 afl.
- 2018 - 2020 Summer Camp Island - als Sue (stem) - 7 afl.
- 2004 – 2007 Gilmore Girls – als Liz Danes – 16 afl.
- 1994 – 2002 ER – als Chloe Lewis – 19 afl.
- 1997 – 2000 Pepper Ann – als Pepper Ann (stem) – 60 afl.
- 1996 Mad About You – als Iris – 2 afl.
- 1993 – 1994 L.A. Law – als Rosalie Hendrickson – 7 afl.
- 1990 Cop Rock – als Patricia Spence – 3 afl.

## Discografie
- Pitch Like a Girl (1997)
- Shiva (2000)

- Gemeinsame Normdatei: 1252785682
- International Standard Name Identifier: 0000 0000 4355 5883
- Library of Congress Control Number: no2002067327
- MusicBrainz: 951d2a78-5ab9-499d-a59e-7063efa60619
- Nationale Bibliotheek van Israël: 987007447753505171
- Virtual International Authority File: 36587983
- WorldCat: E39PBJwtgXRpVRjRqVWpPk6Yfq